# Émile Decoëne-Racouchot
Pour les articles homonymes, voir Racouchot.
Émile Decoëne-Racouchot est un homme politique français né le 12 juillet 1878 à Issy-l'Évêque (Saône-et-Loire) et décédé le 13 avril 1959 à Toulon (Var).

## Biographie
Agriculteur, conseiller municipal d'Issy-l'Évêque, conseiller général, il est député de Saône-et-Loire de 1919 à 1924, inscrit au groupe radical et radical-socialiste.

## Sources
- « Émile Decoëne-Racouchot », dans le Dictionnaire des parlementaires français (1889-1940), sous la direction de Jean Jolly, PUF, 1960 [détail de l’édition]